# Ingegärd Linder
Ingegärd Maria Linder, född 25 juli 1914 i Göteborg, död 29 december 2005 i Simrishamn, var en svensk målare, grafiker och tecknare.
Hon var dotter till kaptenen Axel Linder och Sigrid Sjöberg. Linder studerade vid Konsthögskolan i Stockholm 1937–1942 och under studieresor till Danmark, Tyskland och Frankrike. Tillsammans med Nathalie Levi och Harald Gripe ställde hon ut i Eskilstuna 1948 och hon medverkade i samlingsutställningar i Helsingborg och Simrishamn. Hennes konst består av stilleben, figurer, porträtt och landskapsbilder från Österlen i olja. Som illustratör illustrerade hon bland annat Paul Ernsts bok Skatten i Morgenbrotstal. Hon var under en period anställd vid Operan som kostymtecknare. Linder är representerad vid Trelleborgs museum.